# Džibutsko na letních olympijských hrách
Džibutsko na letních olympijských hrách startuje od roku 1984. Toto je přehled účastí, medailového zisku a vlajkonošů na dané sportovní události.

## Účast na Letních olympijských hrách
| Dějiště LOH            | LOH      | Vlajkonoš               | Zlatá medaile | Stříbrná medaile | Bronzová medaile | Celkem |
| ---------------------- | -------- | ----------------------- | ------------- | ---------------- | ---------------- | ------ |
| 1984 Los Angeles       | LOH 1984 | Djama Robleh            |               |                  |                  | 0      |
| 1988 Soul              | LOH 1988 | Hussein Ahmed Salah     |               |                  | 1                | 1      |
| 1992 Barcelona         | LOH 1992 | nebyl                   |               |                  |                  | 0      |
| 1996 Atlanta           | LOH 1996 | Hussein Ahmed Salah     |               |                  |                  | 0      |
| 2000 Sydney            | LOH 2000 | Djama Robleh            |               |                  |                  | 0      |
| 2004 Athény            | 2004     |                         |               |                  |                  | Ne     |
| 2008 Peking            | LOH 2008 | Hussein Ahmed Salah     |               |                  |                  | 0      |
| 2012 Londýn            | LOH 2012 | Zourah Ali              |               |                  |                  | 0      |
| 2016 Rio de Janeiro    | LOH 2016 | Abdi Waiss Mouhyadin    |               |                  |                  | 0      |
| 2020 Tokio             | LOH 2020 | Aden-Alexandre Houssein |               |                  |                  | 0      |
| 2024 Paříž             | LOH 2024 |                         |               |                  |                  | x      |
| Celkem                 | 9        |                         | 0             | 0                | 1                | 1      |
| Zdroj na Olympedia.org |          |                         |               |                  |                  |        |

## Listina medailistů
| Medal            | Sportovec           | LOH             | Sport         |
| ---------------- | ------------------- | --------------- | ------------- |
| Bronzová medaile | Hussein Ahmed Salah | Džibutsko (DJI) | 1988 Atletika |